# بهشت رمانتیک
بهشت رمانتیک (انگلیسی: Romantic Heaven؛‏ کره‌ای: 로맨틱 헤븐) فیلم ملودرام محصول کره جنوبی در سال ۲۰۱۱ درباره سرنوشت، عشق، فقدان و رستگاری است. در این فیلم کیم سو رو، کیم دونگ ووک و کیم جی وون ایفای نقش کردند. بهشت رمانتیک در ۲۴ مارس ۲۰۱۱ منتشر شد.

## بازیگران
- کیم سو رو در نقش سونگ مین گیو
- کیم دونگ ووک در نقش دونگ جی ووک
- کیم جی وون در نقش چوی می می
- لی سون جه در نقش مرد پیر (خدا)
- شیم اون کیونگ در نقش کیم بوم، یک دختر
- ایم وون هی در نقش کارآگاه کیم
- کیم وون هه در نقش کارآگاه پارک
- لی هان وی در نقش پیتر، منشی
- جون یانگ جا در نقش مادر بزرگ
- کیم دونگ جو در نقش مادر می می
- لی مون سو در نقش پدر ها یون
- کیم بیونگ اوک در نقش مرد منهول
- کسم جون به در نقش جانگ هو سو
- لی یونگ یی در نقش کیم بون، یک زن پیر
- کیم جه گون در نقش مرد پیر
- لی چول مین در نقش اونگ شیک
- لی اون وو در نقش یون جو
- جونگ گیو سو در نقش پزشک جی ووک
- لی جه یونگ  در نقش پرشک می می
- کیم ایل وونگ در نقش لی کانگ شیک
- سو جو ئه در نقش پارک جون هی
- لی سانگ هون
- کیم دو یون در نقش شخصی از بهشت
- کونگ هو سوک در نقش قاضی
- یو سون در نقش یوم کیونگ جا (حضور افتخاری)
- هان جه سوک در نقش استاکر (حضور افتخاری)
- کیم مو یول در نقش دونگ چی سونگ (حضور افتخاری)

## جوایز و نامزدی‌ها
| مراسم جوایز                                                                          | سال  | دسته                         | گیرنده       | نتیجه | منابع       |
| ------------------------------------------------------------------------------------ | ---- | ---------------------------- | ------------ | ----- | ----------- |
| سی‌امین جشنواره بین‌المللی فیلم فجر - مسابقه سینمای بین‌الملل (ویستا شرقی، سینمای آسیا) | ۲۰۱۲ | سیمرغ بلورین بهترین فیلم‌نامه | بهشت رمانتیک | برنده | [ ۵ ] [ ۶ ] |